# Kathrin Kompisch
Kathrin Kompisch (* 10. April 1973 in Hamburg) ist eine deutsche Autorin und Historikerin.

## Leben
Kompisch absolvierte eine Ausbildung zur Werbekauffrau und erwarb 2003 den Magistra Artium (Geschichte) an der Universität Hamburg. Nach der Promotion zum Dr. phil. 2008 bei Axel Schildt und Jürgen Martschukat ist sie Mitarbeiterin der Nordkirchenbibliothek.

## Schriften (Auswahl)
- mit Frank Otto: Monster für die Massen. Die Deutschen und ihre Serienmörder. Leipzig 2004, ISBN 3-86189-722-9.
- Furchtbar feminin. Berüchtigte Mörderinnen des 20. Jahrhunderts. Leipzig 2006, ISBN 3-86189-750-4.
- Die Erben Jack the Rippers. Englands spektakulärste Kriminalfälle. Leipzig 2007, ISBN 3-86189-767-9.
- Täterinnen. Frauen im Nationalsozialismus. Köln 2008, ISBN 978-3-412-20188-3.